# Вигдис Финпогадоухтир
Вигдис Финпогадоухтир (на исландски: Vigdís Finnbogadóttir) е четвъртият президент на Исландия. Служи от 1 август 1980 г. до 1 август 1996 г. Тя е първата демократично избрана жена президент в света. С управление, продължило точно 16 години, тя е и най-дълго управлявалата жена избрана за държавен глава в света.
Финпогадоухтир е родена на 15 април 1930 г. в заможно семейство от столицата Рейкявик. Майка ѝ оглавява Националната асоциация на медицинските сестри в страната, а баща ѝ е строителен инженер. След като завършва колеж в Рейкявик през 1949 г., тя е приета в Гренобълския университет и Парижкия университет, където изучава френска литература. След това учи история на театъра в Копенхагенския университет и педагогика в Исландския университет, където по-късно преподава френски език, драма и история на театъра.
В периода 1972 – 1980 г. Финпогадоухтир служи като директор на Рейкявикския театър и участва в експериментална театрална група. През този период тя представя уроци по френски и култура по Исландската държавна телевизия – дейност, която увеличава националната ѝ репутация и популярност. През летния туристически сезон тя работи като гид и преводач за Исландското туристическо бюро. Става член на Комитета на културните дела на Скандинавските страни през 1976 г., а през 1978 г. е избрана за негов председател.
През 1980 г., въпреки че е разведена самотна майка (осиновява дъщеря през 1972 г.), тя е подготвена като кандидат за президент на Исландия. Тя печели изборите с малка разлика, получавайки 33,6% от гласовете, съревновавайки се с трима мъже. Впоследствие е преизбирана три пъти (през 1984, 1988 и 1992 г.), преди да се пенсионира през 1996 г. Макар исландското президентство да е преимуществено церемониална позиция, Финпогадоухтир играе активна роля в рекламирането на страната като културен посланик и се радва на голяма популярност.
По-късно служи като президент на световната комисия на ЮНЕСКО по етика на научното знание и технологиите (1997 – 2001). Известна с усилията си по насърчаване на езиковото разнообразие, тя става посланик на добра воля на езиците към ЮНЕСКО през 1998 г.